# Příchovští z Příchovic
Příchovští z Příchovic (též psáno Przichowskzy z Przichowitz, Przychowsky z Przychowicz) jsou starý český vladycký rod, pocházející z Příchovic nedaleko západočeských Přeštic.

## Historie
První zmínky pocházejí ze 14. století. Dluhomil (roku 1328 Dlohomili de Psrichowiz) a jeho synové Vilém, Stojmír z Trubce u Neuměře, Zdebor a Slavibor. Stojmírovi synové byli Stojmír z Tupadel, Vilém z Příchovic a Martin Rochce z Otova. Od roku 1401 se začal Vilém psát Příchovský podle tvrze a vsi Příchovice. Jeho syn Vilém "Rohovec" měl syna Stojmíra Příchovského. Jeho syn Jan Rohovec Příchovský syna Zdebora, který měl syny Markvarta, Jindřicha, Kryštofa, Viléma, Lvíka, Václava a Jana. Koncem 15.  století se rozdělili na dvě větve, podle statků Skočice a Svojšín.
Lvík Příchovský z Příchovic krátce vlastní Přeštice. Roku 1613 v Přešticích probodl Karel Příchovický z Příchovic Jana Markvarta Lukavského z Řeneč.

### Skočická větev
Markvart z Příchovic na Skočicích, syn Markvarta a Kateřiny z Reitzensteina, vystavěl roku 1583 lužanský zámek, který byl sídlem rodu do roku 1721.[zdroj⁠?!] Jinými možnými staviteli zámku byli Petr nebo Adam ze stejné rodové větve. Skočická větev se rozmnožila do mnoha odnoží. Jan Karel v roce 1651 povýšil do panského stavu, do kterého roku 1723 povýšili i Jan Vilém a Antonín Leopold. Přes toto polepšení větev chudla.

### Svojšínská větev

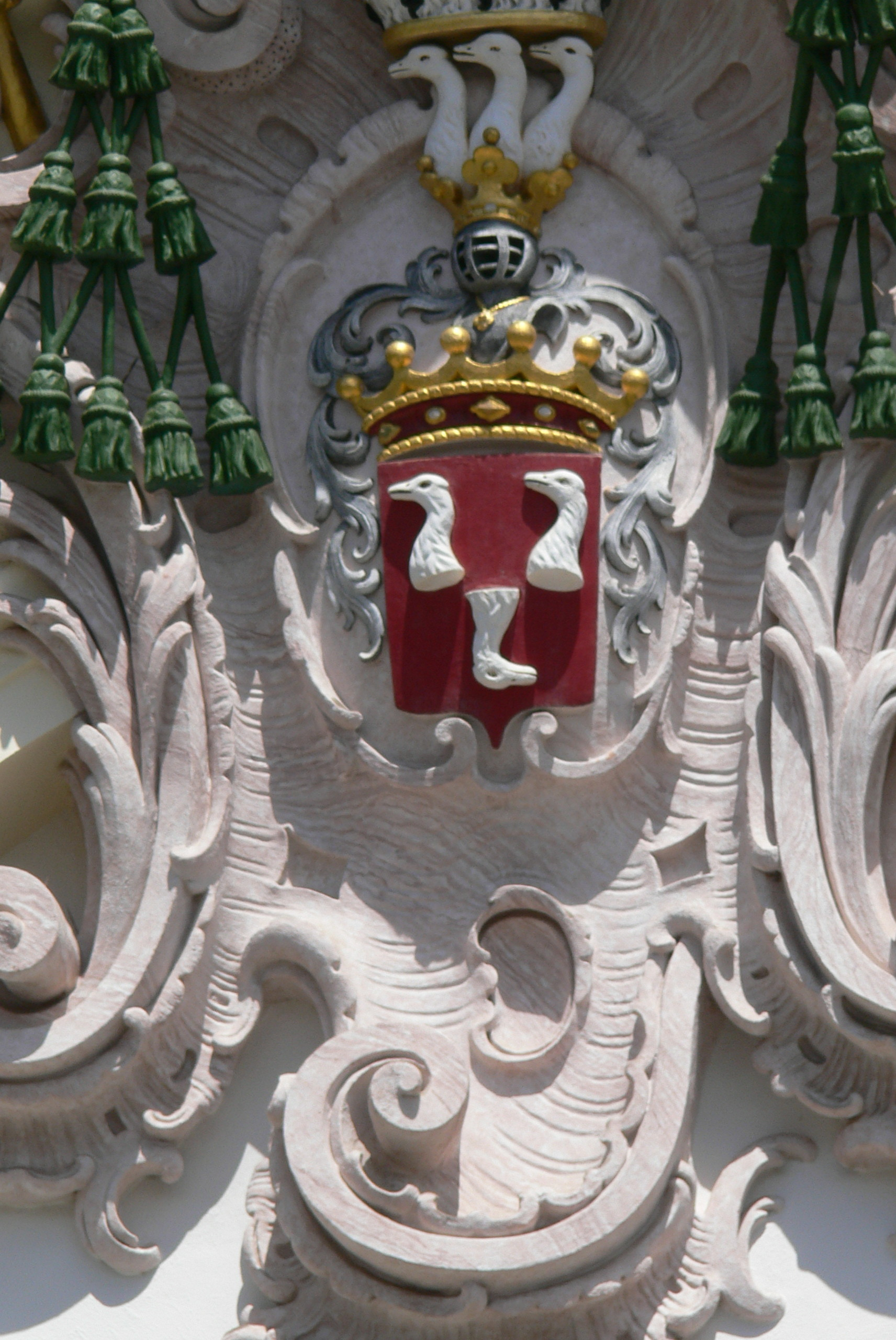
Znak Příchovských z Příchovic na Arcibiskupském paláci v Praze

V 16. století získal Markvartův bratr Jiří Příchovský z Příchovic Svojšín věnem od Anny Svojské z Nalžov. Svojšínské větvi se dařilo lépe než skočické. V roce 1759 povýšili Jan Václav, Antonín Petr a Šťastný Ladislav do hraběcího stavu. Antonín Petr Příchovský (1707–1793) vystudoval u jezuitů, působil jako kaplan v Sobotce. Stal se biskupem v Hradci Králové. V roce 1763 byl jmenován pražským arcibiskupem. Zasloužil se o levná vydání překladu Bible a v Praze si držel módní salón. Na jeho příkaz byl vystavěn pozdně barokní reprezentativní Arcibiskupský palác na Hradčanském náměstí v blízkosti Pražského hradu, jehož průčelí ozdobil svým znakem. Jeho bratr hrabě Jan Václav (1706–1781) se přiženil na panství Nový Stránov u Mladé Boleslavi k pánům z Lišova. Syn Jana Václava, rada apelačního soudu František de Paula Antonín hrabě Příchovský (1736–1814), vlastnil toto panství do roku 1794, kdy je prodal pánům z Heritesu.
Během pražských korunovačních slavností Leopolda II. oslnila svou krásou hraběnka Marie Aloisie Příchovská, druhá manželka Františka de Paula Antonína  Příchovského.
V roce 1816 svojšínská linie vymřela (František Vojtěch Příchovský).

## Erb
V erbu nosili tři spojené labutí (husí) krky v bílé barvě se zlatými zobáky na červeném podkladu.

## Příbuzenstvo
Spojili se s Chlumčanskými z Přestavlk, Žďárskými ze Žďáru, Rajskými z Dubnice, Henigary ze Seeberka či Černíny z Chudenic.